# エドモン・モラン
エドモン・モラン (仏：Edmond Morin、1824年3月26日 - 1882年8月18日) はフランス生まれで、フランスや イギリスの雑誌の挿絵を描いた画家、版画家、イラストレーター。
1851年からはロンドンで、1857年からはパリで定期刊行物の仕事をし、パリではスペイン出身の画家、ダニエル・ヴィエルジュにも影響を与えた。

## 経歴
エドモン・モランは1824年3月26日にル・アーヴルで生まれた。彼はパリ国立高等美術学校でシャルル・グレールから絵画を習い、1851年から5年間ロンドンに滞在し、定期刊行物「イラストレイテド・ロンドン・ニュース」で働き、同僚の版画家、ウィリアム・ジェイムズ・リントンとその弟、ヘンリー・ダフ・リントンと交友を結び、ウィリアムの政治活動を支援した。
1857年にヘンリーを伴ってパリに戻り、雑誌「ラヴィ・パリジェンヌ」、「ル・モンド・イリュストレ」、「ル・トゥール・デュ・モンド」、子供向けの「La Semaine des enfants」などに寄稿した。1860年頃にはモンマルトルにアトリエを構えた。
「ル・モンド・イリュストレ」ではイラストレーターのアルベール・デュヴィヴィエやシャルル＝テオドール・ソヴァジョ、ダニエル・ヴィエルジュらと親交を結び、モランはダニエルの画風にも影響を与えた。
彼は書籍の挿絵も描き、ルイ・フィギエの通俗科学書「科学の驚異」や豪華本のイラストなども作成した。一方、画家としても1857年のサロンに絵画を出展したがあまり成功せず、彼はイラストレーターとしての仕事に幻滅を感じていたようである。
エドモン・モランは1882年8月18日に死去し、ソー墓地に埋葬された。

## 書籍製図
- Enfants Imprudents, Publication de l'Imprimerie Générale, Louis Lahure, vers 1870.
- Les Petits Imprudents : Histoires tragiques racontées par un ami des enfants, édition Grammont, 64 p.
- Paul et Henry de Trailles, Les Femmes de France pendant la guerre et les deux sièges de Paris, frontispice.
- Prosper Mérimée, Chronique du règne de Charles IX, édition G. Chamerot, Les Amis du livre, 1876, 31 gravures[5].
- Jules Claretie, Le drapeau, édition illustrée de gravures hors texte par Alphonse de Neuville, d'après les dessins d'Edmond Morin, Paris, chez Georges Decaux et chez Maurice Dreyfous, 1879.
- Jules Noriac, Histoire du siège de Paris, Paris, Lahure, 1870.
- Gustave Nadaud . Chansons populaires. Chansons de Salon; Chansons légères. Paris. Librairies des Bibliophiles. 1879. 3 volumes in-12. 4 gravures par tome

## 版画作品

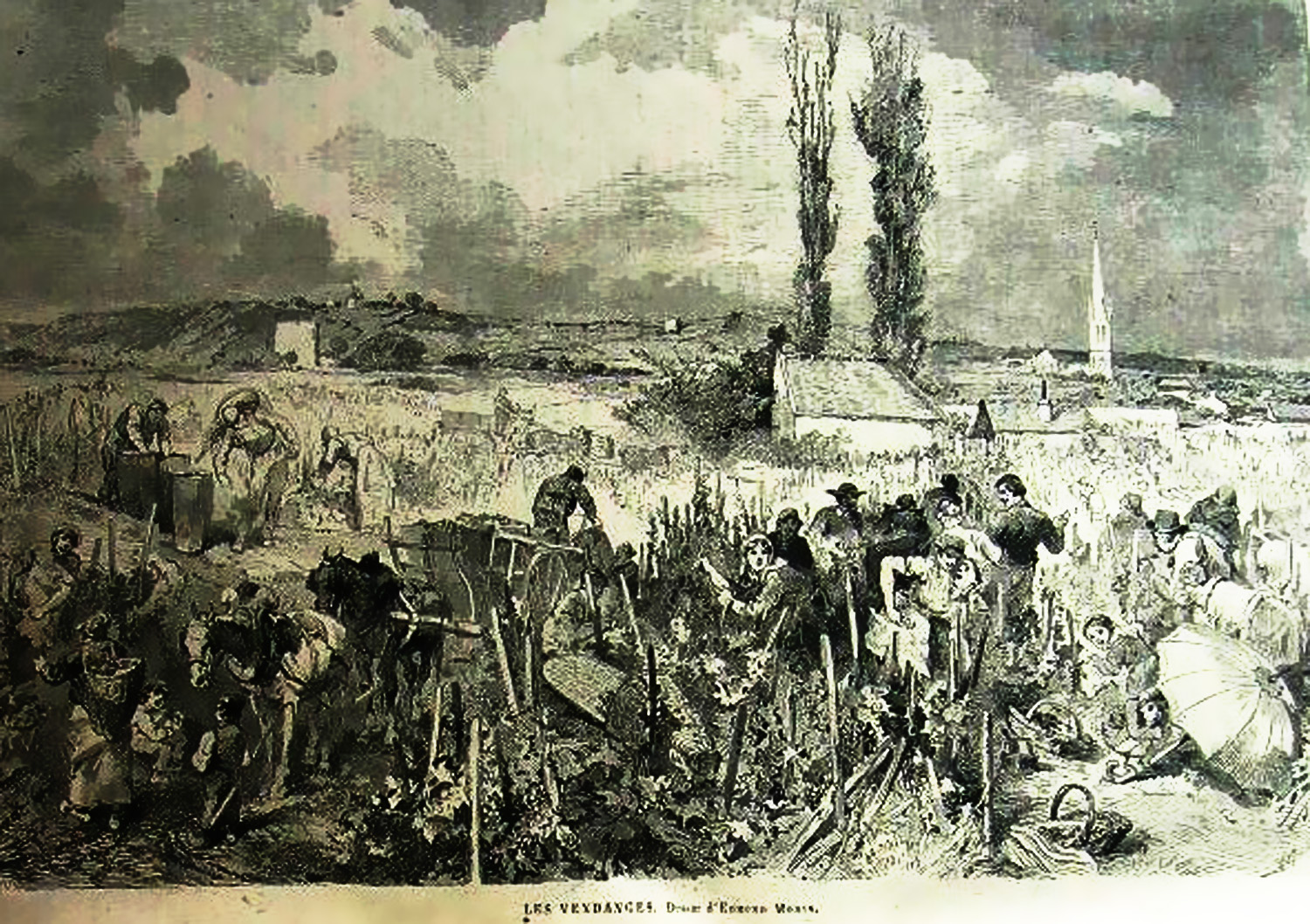
収穫
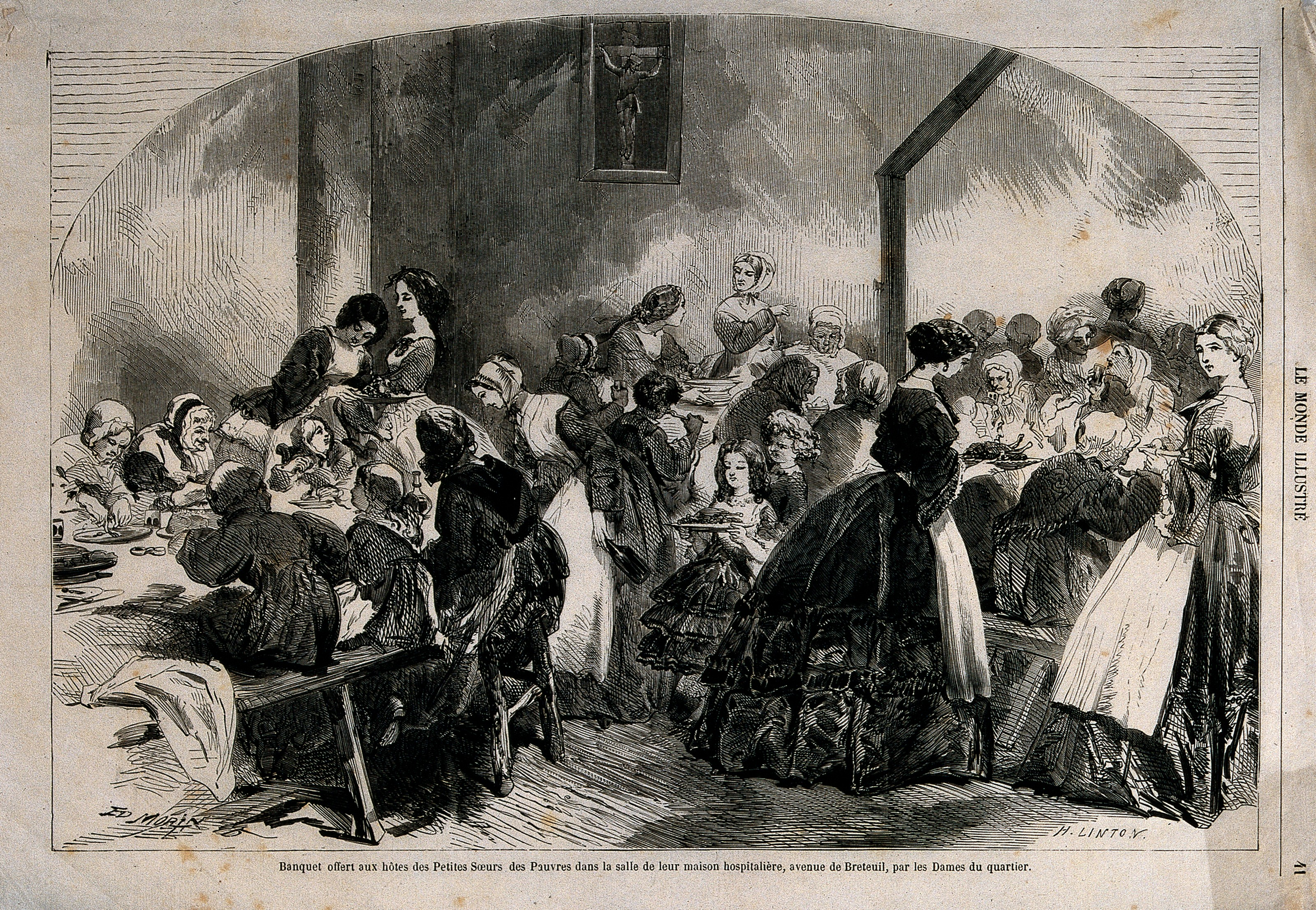
教会の食堂
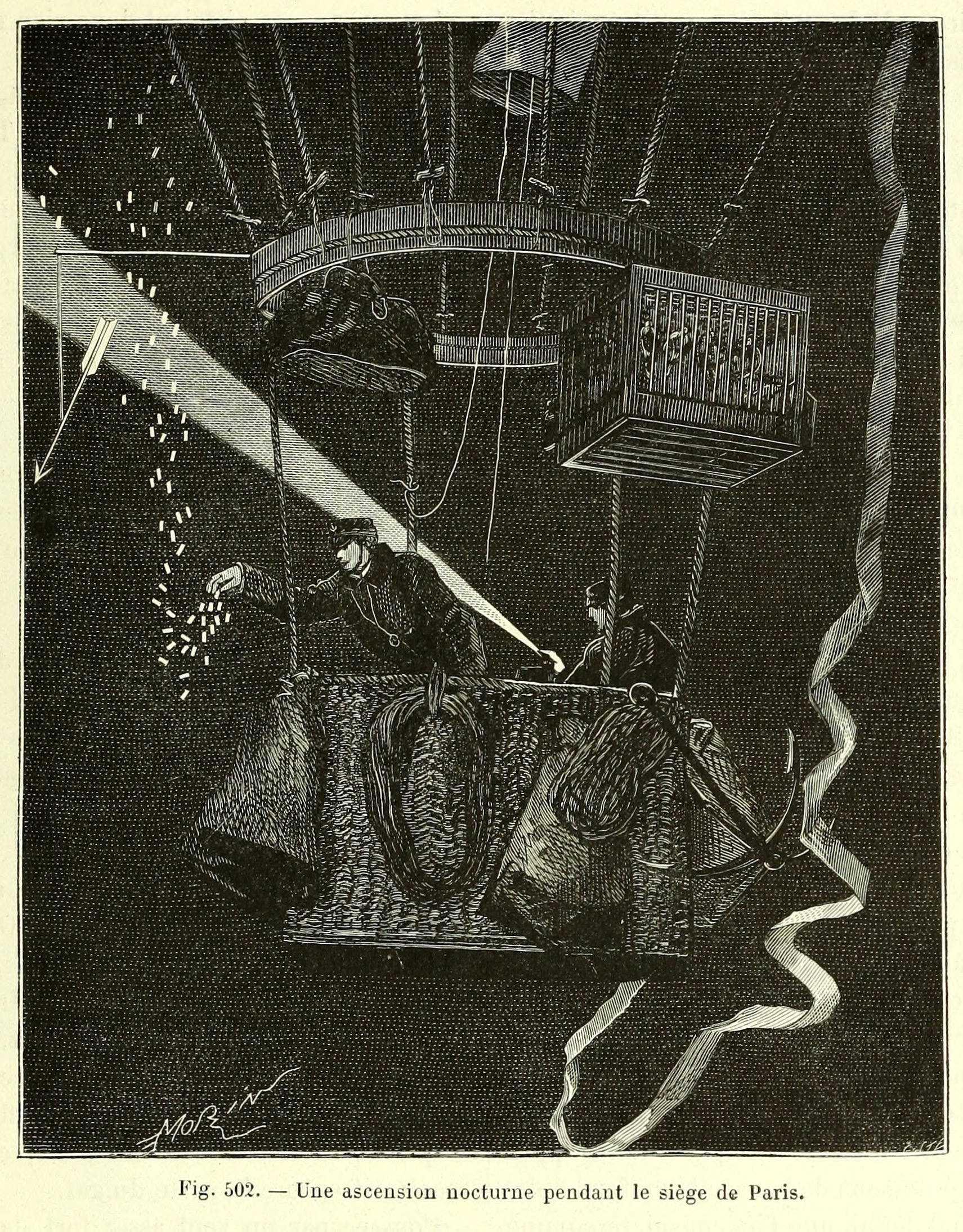
「科学の驚異」挿絵
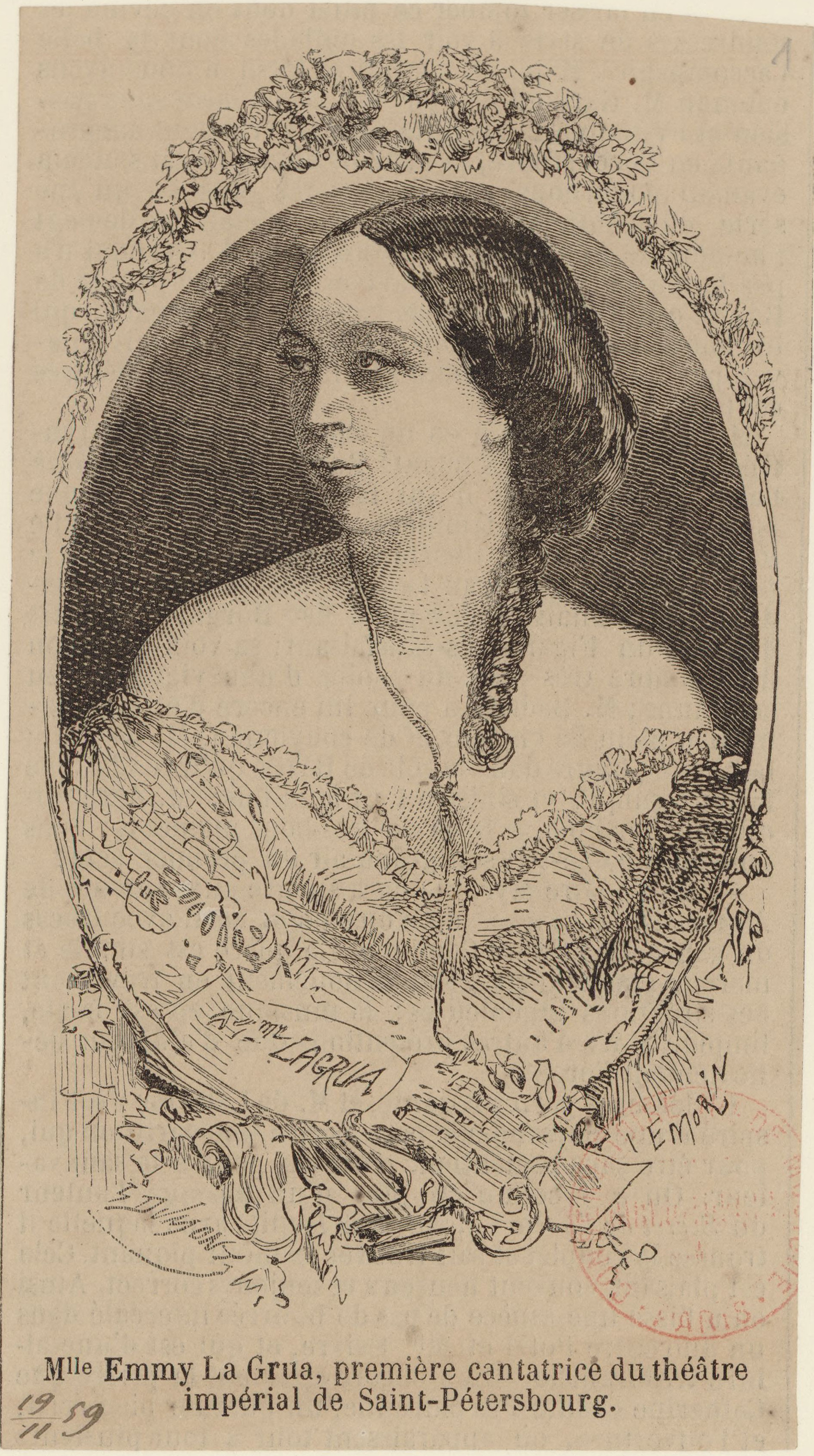
E・L・グルア
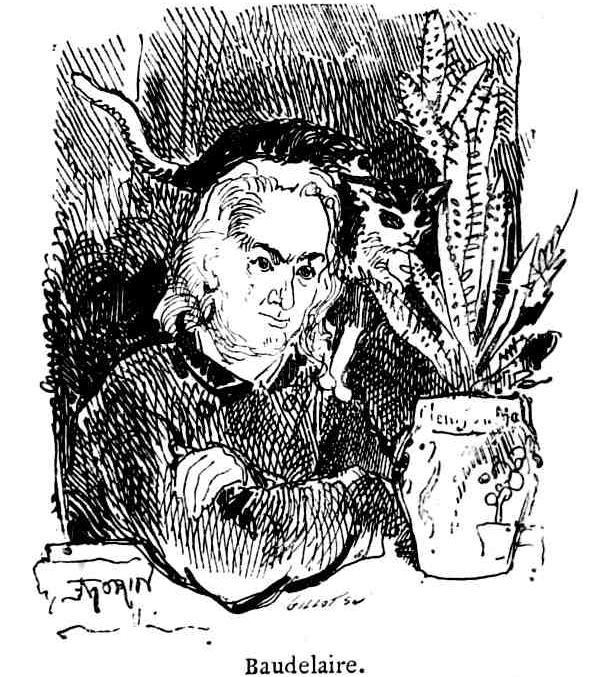
ボードレール
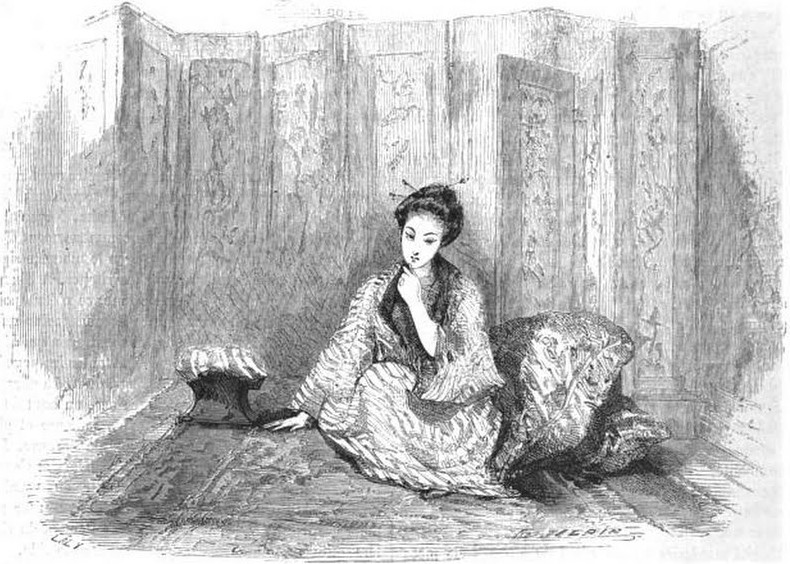
日本人女性